# Jungfrau (Berg)
Die Jungfrau ist ein bekannter Berg in der Schweiz. Sie ist mit 4158 m ü. M. der dritthöchste Berg der Berner Alpen und bildet zusammen mit Eiger und Mönch eine markante Dreiergruppe, ein sogenanntes «Dreigestirn». 
Am 13. Dezember 2001 wurde die Jungfrau zusammen mit südlich angrenzenden Gebieten als Schweizer Alpen Jungfrau-Aletsch in die Liste als UNESCO-Weltnaturerbe aufgenommen.

## Lage und Umgebung

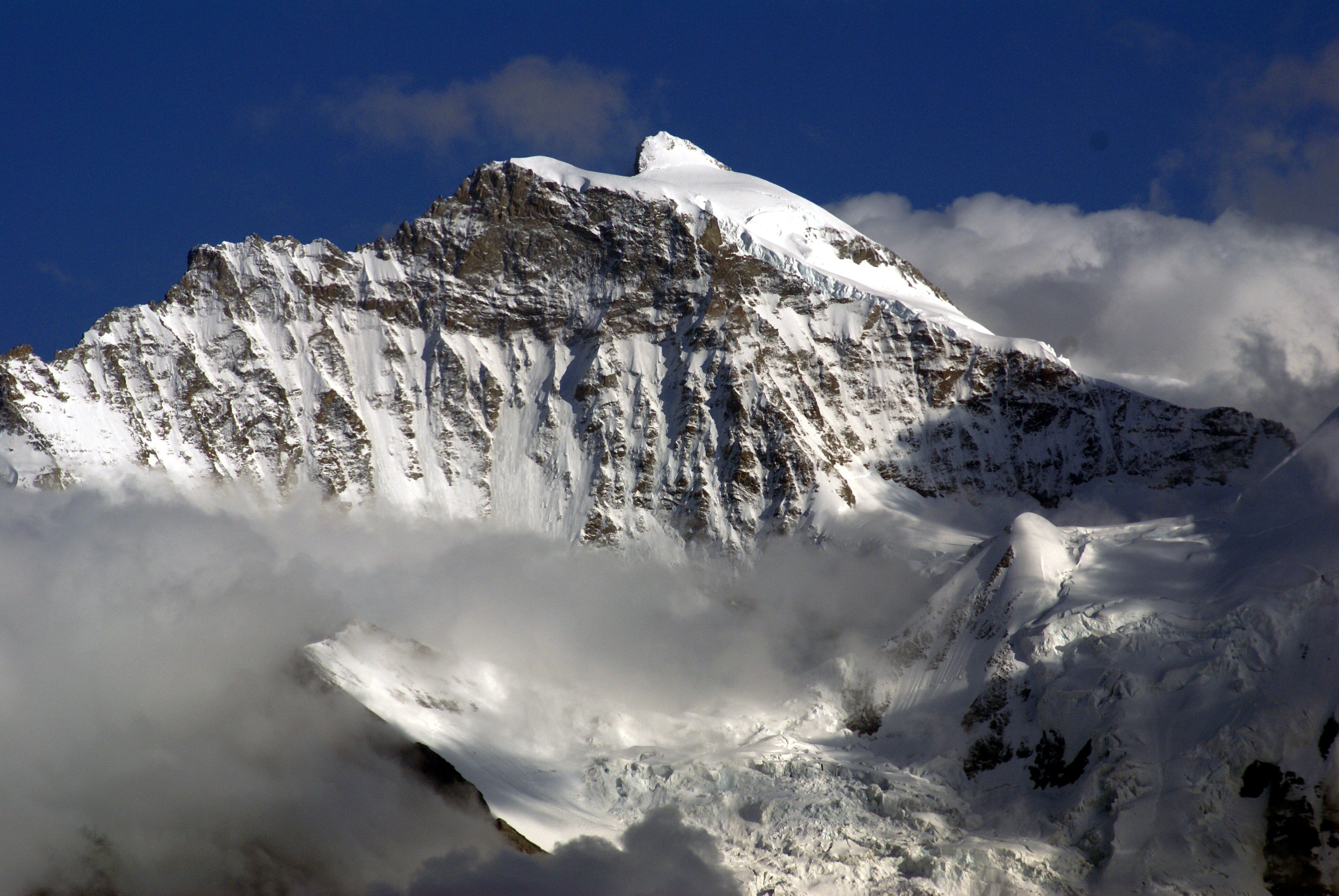
Wengen-Jungfrau, dahinter der Hauptgipfel

Über den Jungfrau-Gipfel verläuft die Grenze zwischen den Kantonen Bern und Wallis. Der Berg ist ausserordentlich vielgestaltig. Im Norden und Nordwesten, auf ihrer „weiblichen“ Schauseite (vgl. Foto) sind ihr Wengen-Jungfrau, Schneehorn, das Silberhorn, das Chly Silberhoren und der „Schwarzmönch“ vorgelagert sowie die zerrissenen Kühlauenen- und Giessengletscher. Im Westen erhebt sie sich fast eisfrei volle 3250 Meter über dem hinteren Lauterbrunnental. Es ist dies (nach dem Mont Blanc) der zweithöchste direkte Abhang in den Alpen. Ihre Südwand erhebt sich über dem versteckten Rottalgletscher und ihre Ostwand über den Firnen am Jungfraujoch.
Die Pläne, auf die Jungfrau eine Bergbahn zu bauen, wurden aufgrund finanzieller Schwierigkeiten nicht realisiert. Die ursprünglich bis unter den Gipfel geplante Jungfraubahn wurde bis 1912 mit Endstation Jungfraujoch fertiggestellt.
Auf dem untersten Absatz des Nordostgrats hat die Swisscom einen Funk-Umsetzer auf 3777 m ü. M. installiert.

## Geologie

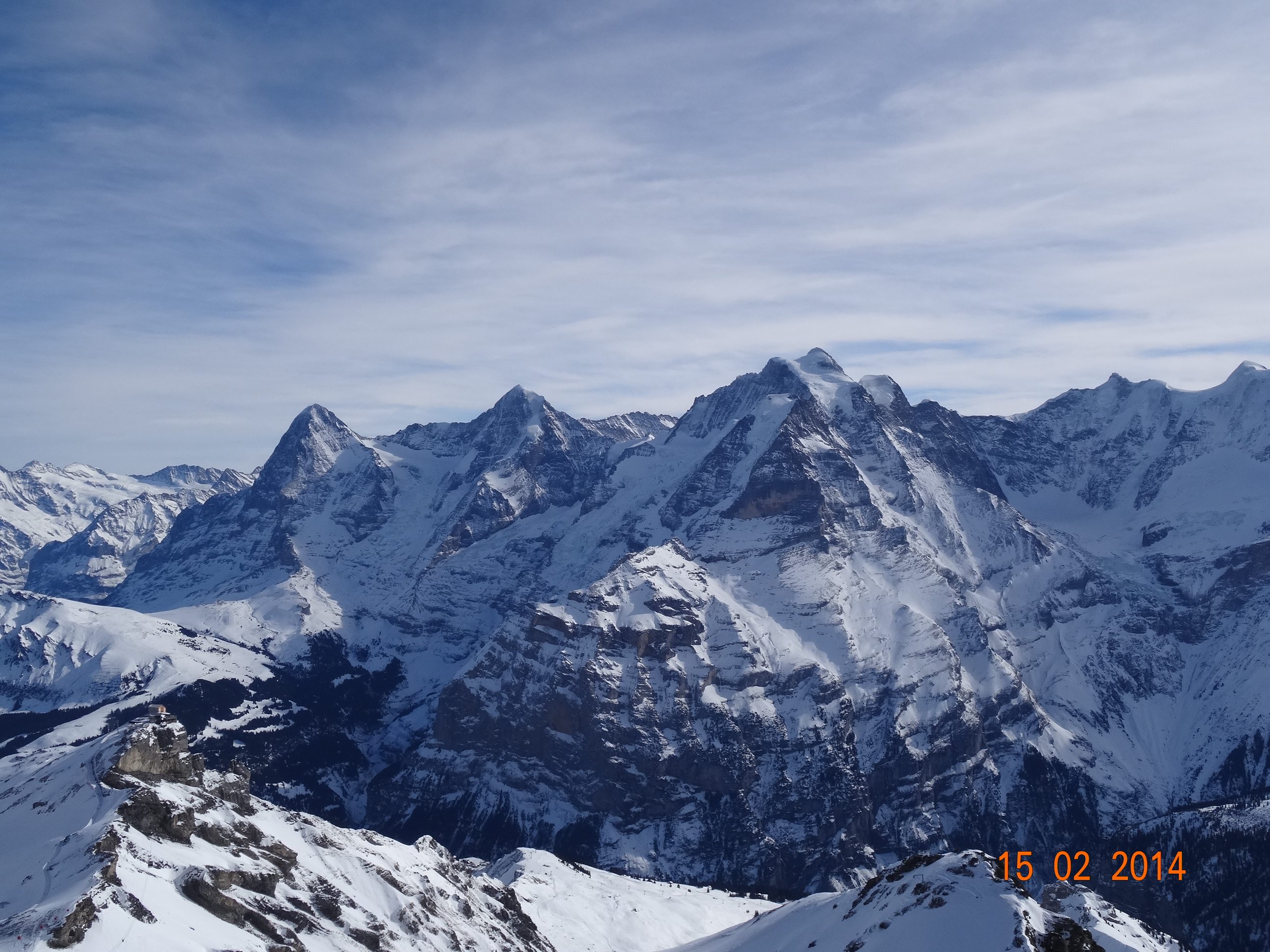
Westseite mit Schwarzmönch

Die Jungfrau liegt im nördlichen Randbereich des Aarmassivs, eines der sogenannten Zentralmassive der Schweizer Alpen. Ihre höheren Lagen (Silberhorn, Wengen-Jungfrau und Hauptgipfel) sowie ihre Westflanke bis hinunter zum oberen Ende des Lauterbrunnentals sind weit überwiegend aus kristallinem Grundgebirge (prä-triassische Gneise, Glimmerschiefer u. ä.) der Helvetischen Zone aufgebaut. Die Nordwestflanke hingegen, der ganze «Vorbau» (Schwarzmönch, Rotbrett und Schneehorn) besteht aus sedimentärem, überwiegend jurassischem und kretazischem Deckgebirge des Helvetikums. Eine Besonderheit der Jungfrau ist, dass dort zwischen dem prinzipiell autochthonen Gipfel-Kristallin und dessen Deckschichten ein Überschiebungskontakt besteht; somit ist das Grundgebirge geringfügig auf sein Deckgebirge überschoben worden.

## Name

Jungfrau, Ballonaufnahme von Eduard Spelterini, 1904

Der Name Jungfrau dürfte sich von der Wengernalp am Fusse des Berges ableiten, die – nach den Besitzerinnen, den Nonnen vom Kloster Interlaken – früher Jungfrauenberg genannt wurde. Einer anderen Quelle zufolge leitet sich der Name vom Aussehen des Nordhanges des Berges ab, der aus der Ferne dem Schleier eines Mädchens ähneln soll.
Nach dem Berg ist die Jungfrau-Region benannt, die Tourismusorganisation der Orte Grindelwald, Wengen, Mürren und Lauterbrunnen, ausserdem die Jungfraubahn Holding AG, die neben der Jungfraubahn selbst auch die anderen Bergbahnen in der Region betreibt.

## Besteigungsgeschichte

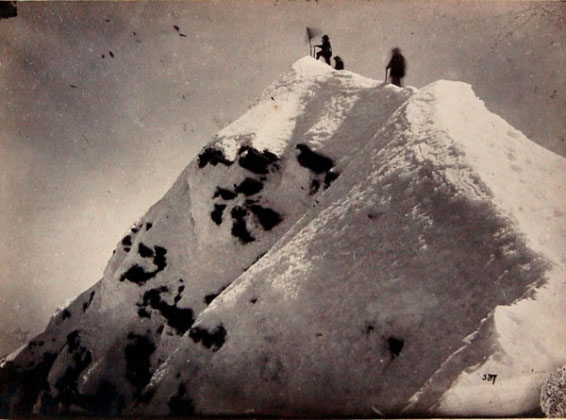
Bergsteiger auf dem Gipfel im Jahr 1878

Erstbesteiger waren Johann Rudolf Meyer und sein Bruder Hieronymus mit den Führern Joseph Bortis und Alois Volken, die am 3. August 1811 vom Lötschental her den Berg von Süden erklommen hatten. Sie folgten ungefähr der heutigen Normalroute. Der Volksmund taufte daraufhin die bis dahin unberührte Jungfrau «Madame Meyer».
1874 erfolgte die Winter-Erstbesteigung durch die Alpinistin Margaret Claudia Brevoort. 
Die Jungfrau gilt, obwohl leicht erreichbar, als unfallträchtiger Berg. Bei einem der schwersten Unglücke stürzten am 12. Juli 2007 sechs Rekruten der Gebirgsspezialisten-Rekrutenschule Andermatt vom Rottalsattel 1000 Meter auf den darunterliegenden Rottalgletscher in den Tod, nachdem sie eine Lawine ausgelöst hatten. Das urteilende Militärgericht ging von einem falsch eingeschätzten, heimtückischen Lawinenrisiko aus und sprach in der Folge die verantwortlichen Bergführer frei.

## Routen

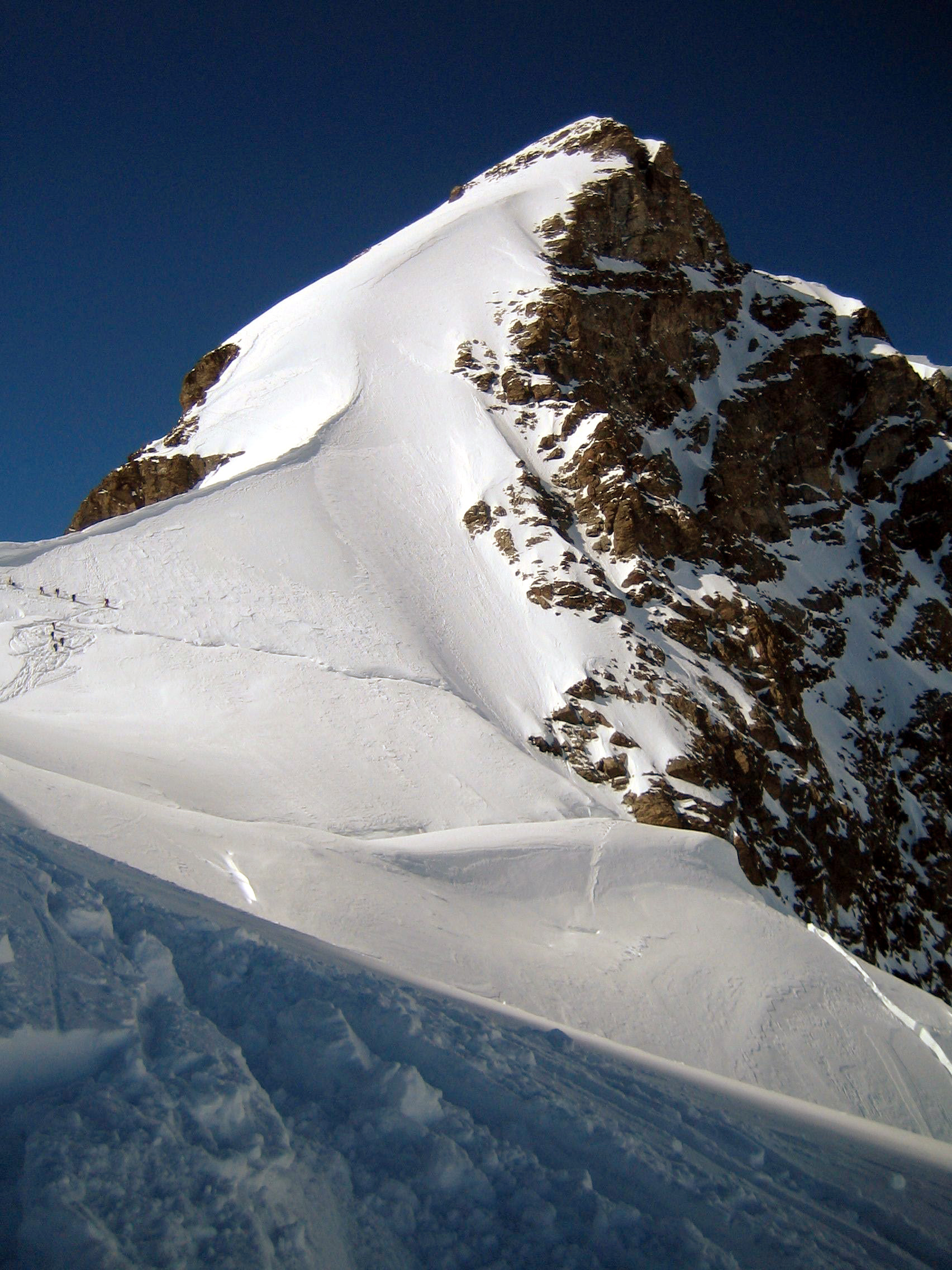
Aufstieg zum Gipfel auf der Südseite vom Rottalsattel

Rottalsattel und Südostgrat (Normalroute)
- Schwierigkeit: ZS-
- Zeitaufwand: 4–5 Std. von der Mönchsjochhütte, 3½–4½ Std. vom Jungfraujoch
- Ausgangspunkt: Mönchsjochhütte (3657 m)
- Talort: Grindelwald (1034 m)

Innerer Rottalgrat
- Schwierigkeit: ZS
- Zeitaufwand: 6–7 Stunden
- Ausgangspunkt: Rottalhütte (2755 m)
- Talort: Stechelberg (919 m)

Nordwestgrat oder „Rotbrettgrat“
- Schwierigkeit: S
- Zeitaufwand: 8–12 Stunden
- Ausgangspunkt: Silberhornhütte (2663 m)
- Talort: Stechelberg (919 m)

Nordostgrat
- Schwierigkeit: S+, mit IV. UIAA-Grad Felskletterei
- Zeitaufwand: 8–10 Stunden
- Ausgangspunkt: Jungfraujoch (3454 m)
- Talort: Grindelwald (1034 m)

## Kunst

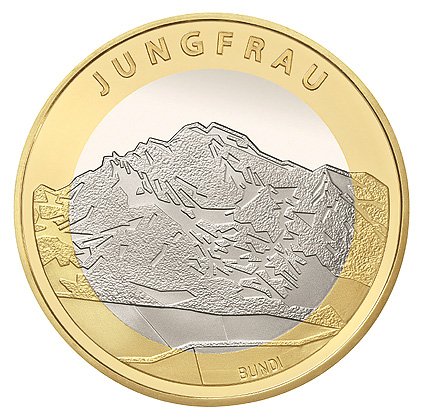
Schweizer Gedenkmünze 2005

Erwähnt ist die Jungfrau unter anderem bei Friedrich Schiller, Wilhelm Tell, Vers 628 (1804). Lord Byrons Drama Manfred (1817) spielt am Fuss und auf dem Gipfel des Massivs. Ferdinand Hodler hat die Jungfrau mehrfach gemalt, darunter die perspektivisch verfremdete «Jungfrau über dem Nebelmeer». Alex Diggelmann gab 1958 eine Lithographienmappe unter dem Titel Die Jungfrau, mein Berg heraus. Stephan Bundi gestaltete 2005 eine Schweizer Gedenkmünze mit dem Bergmotiv.
Im Januar 2012 wurde zum 100-jährigen bestehen der Jungfraubahn eine übergrosse Schweizer Flagge vom Lichtkünstler Gerry Hofstetter an den Gipfel projiziert. Zeitweise waren neben dem Schweizer Kreuz auch ein Porträt des Zürcher Unternehmers Adolf Guyer-Zeller sowie ein Bild von einem der Züge zu sehen.

## Bilder

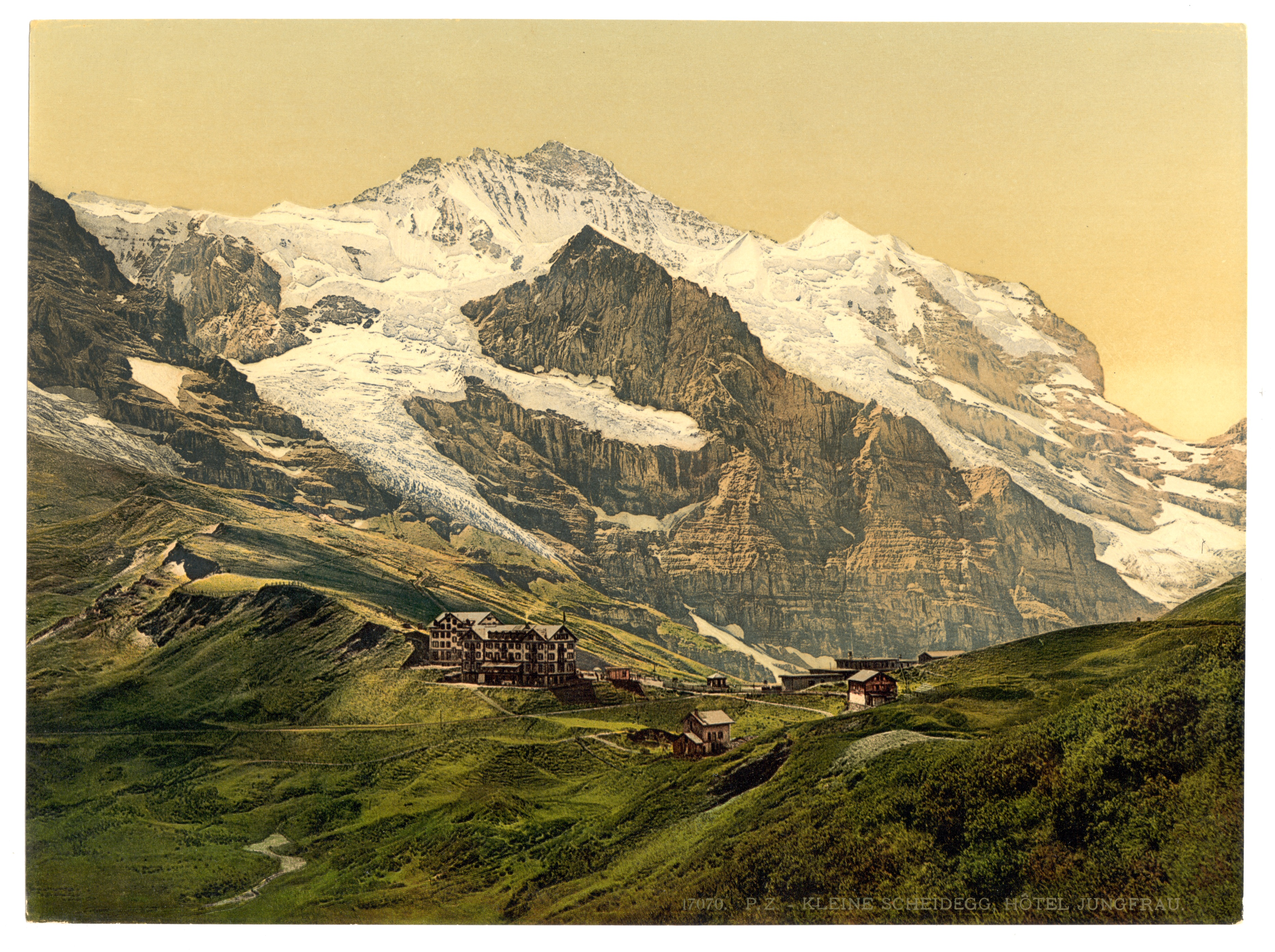
Jungfrau und Kleine Scheidegg um 1900
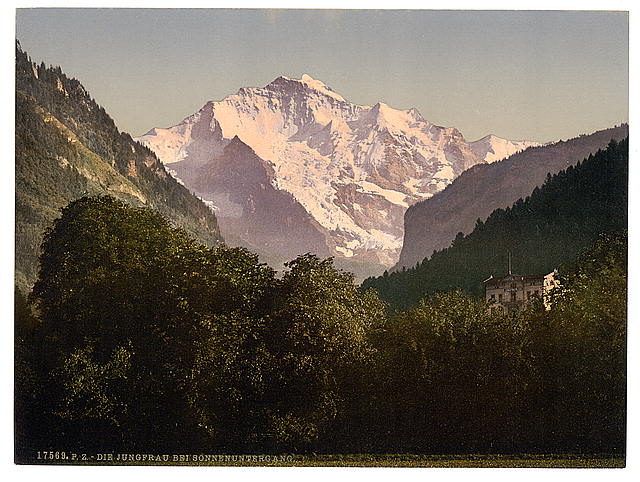
Im Abendrot von Interlaken gesehen (um 1900)
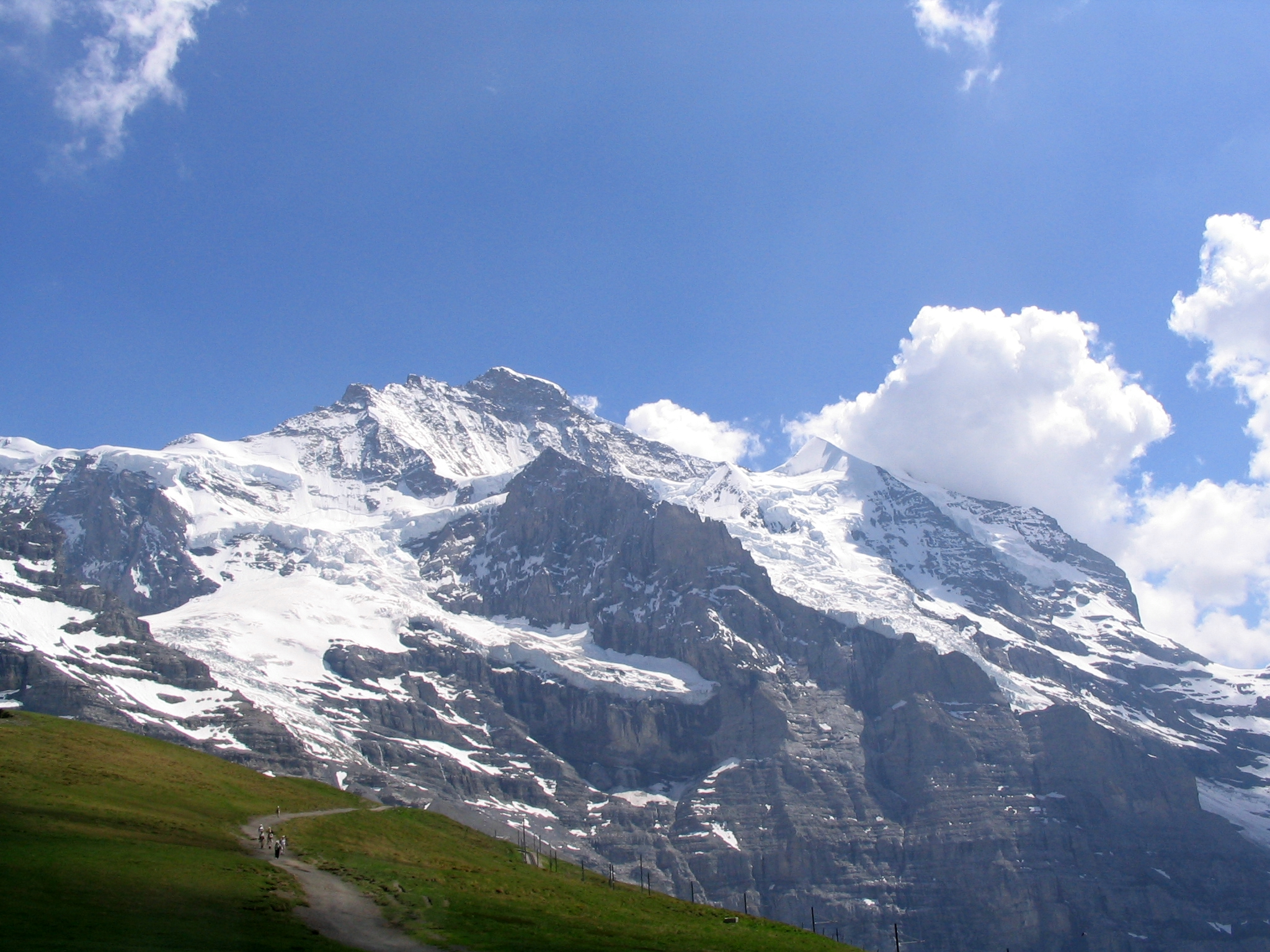
Nordseite von der Kleinen Scheidegg aus
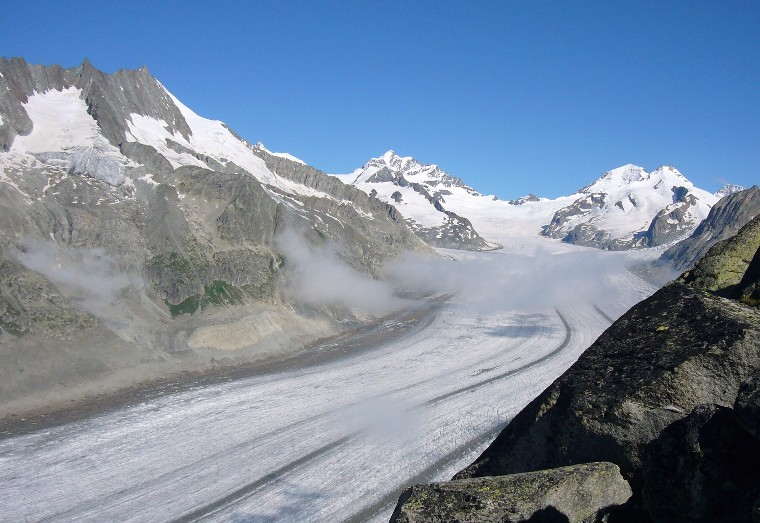
Von Süden mit Aletschgletscher zwischen Dreieckhorn (Vordergrund links) und Mönch
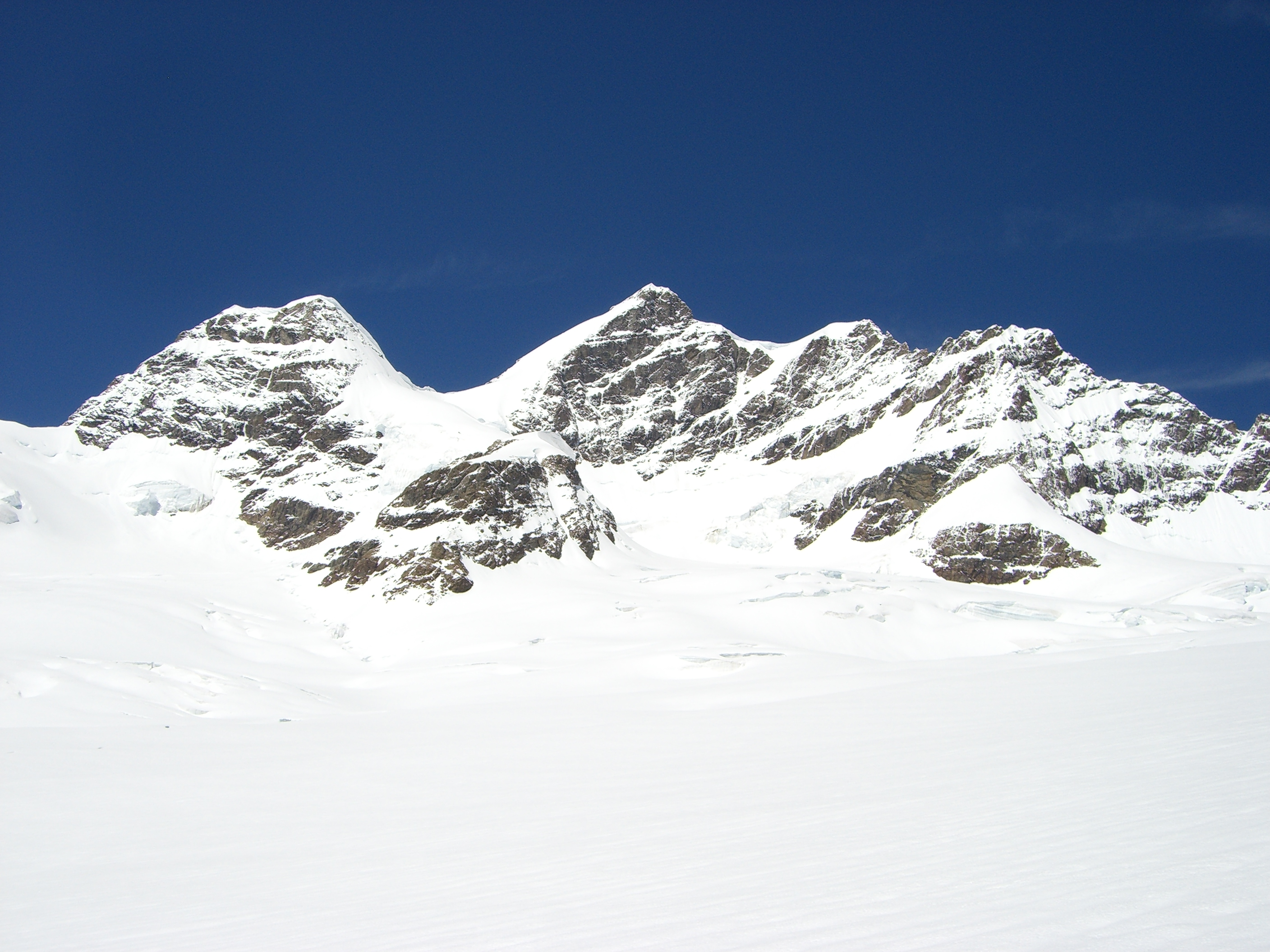
Gipfelregion mit Rottalhorn (links), Jungfrau-Gipfel (Mitte) und Wengen-Jungfrau
Eiger, Mönch, Finsteraarhorn und Jungfrau, aus ca. 4000 m Höhe von Westen her gesehen, Ballonaufnahme von Eduard Spelterini, zwischen 1893 und 1924